# Aisy-sous-Thil
Aisy-sous-Thil é uma comuna francesa na região administrativa da Borgonha-Franco-Condado, no departamento de Côte-d'Or. Estende-se por uma área de 8,18 km². Em 2010 a comuna tinha 256 habitantes (densidade: 31,3 hab./km²).